# Boyer (Loire)
Boyer ist eine französische Gemeinde mit 196 Einwohnern (Stand: 1. Januar 2022) im Département Loire in der Region Auvergne-Rhône-Alpes. Die Gemeinde gehört zum Arrondissement Roanne und zum Kanton Charlieu. Die Einwohner werden Boyerots genannt. 

## Geografie
Boyer liegt etwa elf Kilometer nordöstlich von Roanne am Fluss Jarnossin. Umgeben wird Boyer von den Nachbargemeinden Saint-Hilaire-sous-Charlieu im Norden und Nordwesten, Jarnosse im Norden und Osten, Coutouvre im Süden sowie Nandax im Westen.

## Bevölkerungsentwicklung
| Jahr                       | 1962 | 1968 | 1975 | 1982 | 1990 | 1999 | 2006 | 2017 |
| Einwohner                  | 123  | 140  | 126  | 134  | 126  | 158  | 192  | 199  |
| Quellen: Cassini und INSEE |      |      |      |      |      |      |      |      |

## Sehenswürdigkeiten
- Kirche Saint-Barthélemy

## Persönlichkeiten
- Michel Chartier (1912–2006), katholischer Priester und Journalist

## Weblinks

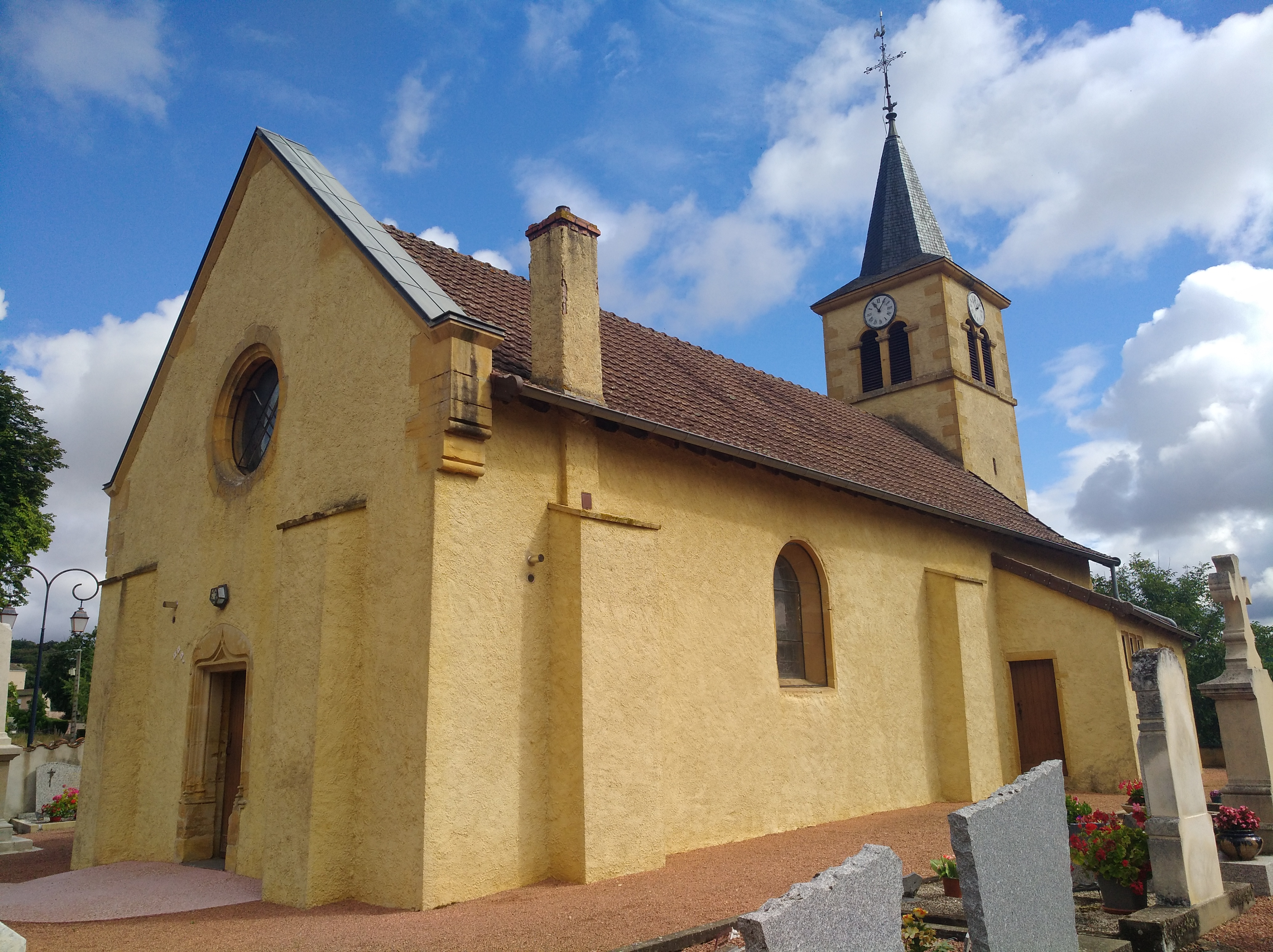
Kirche Saint-Barthélemy